# Jan Willem Elte
Jan Willem Frederik (Jan Willem) Elte (1946) is een Nederlands internist-endocrinoloog.
Hij was verbonden aan het Sint Franciscus Gasthuis te Rotterdam van 1987 tot en met 2011. Zijn interessegebieden zijn de schildklier, diabetes en ernstige obesitas. Van zijn hand verschenen publicaties over interne geneeskunde, diabetes en schildklieraandoeningen.
Bij zijn afscheid werd in het Sint Franciscus Gasthuis op 2 september 2011 een symposium gehouden. Hij ontving daarbij uit handen van burgemeester Ahmed Aboutaleb de koninklijke onderscheiding Ridder in de Orde van Oranje-Nassau, vanwege zijn grote betrokkenheid en betekenis voor het vakgebied.

## Titels (selectie)
- Autonomously functioning euthyroid multinodular goitre, proefschrift Leiden, 1981 (uitgegeven in eigen beheer)
- Diabetes, reeks Spreekuur thuis, uitgeverij M&P- Weert, 1993
- Differentiële diagnostiek in de interne geneeskunde, redactie, samen met Wepco Djurre Reitsma en David Overbosch, 1994
- Korte handleiding voor schildklierpatiënten, Sint Franciscus Gasthuis, Rotterdam, 1995
- Ziekten van de schildklier: de feiten, bewerkte vertaling samen met A.C. Nieuwenhuijzen Kruseman, 1998 (vertaling van Thyroid disease: the facts, van R.I.S. Bayliss en W.M.G. Tunbridge, 1991)
- Compendium differentiële diagnostiek in de interne geneeskunde, redactie, samen met Wepco Djurre Reitsma en David Overbosch, 2000
- Diabetes : over diagnose, behandeling en veelvoorkomende complicaties, geheel herziene 7e druk, reeks Spreekuur thuis, uitgever Inmerc, Wormer, 2002
- Diabetes mellitus in de huisartspraktijk, reeks Practicum huisartsgeneeskunde, samen met Guillaume Emile Hubert Marie Rutten, 2002
- Schildklierafwijkingen : diagnostiek, aandoeningen en therapie, reeks Spreekuur thuis, 2003
- Mijn schildklier werkt niet goed. En nu? : een vaak verscholen ziekte? Te weinig of te snelle werking? Te groot of te klein?, geheel herziene 2e druk, uitgever Spreekuur Thuis, Utrecht, 2012
- Canon van de endocrinologie : 44 vensters van de endocrinologie, redactie samen met Nel Geelhoed, Loek de Heide, Wouter de Herder, Hanno Pijl, reeks Canon van de, 2013
- Diabetes en nu? : Wat zijn de oorzaken? Hoe krijg je het onder controle? Hoe ziet je toekomst eruit?, samen met Lioe-Ting Dijkhorst-Oei, 11e herziene druk, uitgever Spreekuur Thuis, Koog aan de Zaan, 2015